# Водни земеровки
Водни земеровки (Neomys) са род дребни бозайници от семейство Земеровкови (Soricidae). Разпространени са в Европа, Задкавказието, южните части на Сибир и някои области в Далечния изток, включително Сахалин. В България се срещат два от трите съвременни вида - голяма водна земеровка (Neomys fodiens) и малка водна земеровка (Neomys anomalus).
Водните земеровки са приспособени за полуводен начин на живот. По задните стъпала и долната страна на опашката имат гъсти твърди косми, които им помагат при плуването. Козината е гъста и мека с тъмен до черен цвят по гърба и светъл до бял по коремната страна. Върховете на зъбите са червеникаво-кафяви, както при кафявозъбките (Sorex).

## Видове
- N. anomalus – Малка водна земеровка
- N. fodiens – Голяма водна земеровка
- N. teres